# Agustín Delgado (Argentina)
Agustín Delgado (Mendoza, 17901859) fue un político y educador argentino, miembro del Congreso que sancionó la Constitución Argentina de 1853.

## Biografía
En su juventud se dedicó a la docencia y estuvo en contacto con el gobernador general José de San Martín, desde entonces se unió al partido directorial, luego partido unitario.
En 1825 se unió a la revolución unitaria de Juan Lavalle, que colocó en el gobierno a Juan de Dios Correas, de quien fue ministro de gobierno. Mientras el gobernador se dedicaba a combatir a sus opositores y a organizar el ejército y la defensa contra los indios, él fue el verdadero motor del gobierno. Organizó el poder judicial, creó el departamento de policía, fundó varias escuelas y transformó el viejo colegio en el que se había educado en colegio provincial (luego Nacional).
Bajo el gobierno de Juan Rege Corvalán se dedicó a la docencia y fue rector del Colegio. Al volver al poder los unitarios, se alió al ministro de gobierno, Tomás Godoy Cruz, y publicó los periódicos La Gaceta de Mendoza y El Verdadero Amigo del País. Tras la derrota unitaria en la batalla de Rodeo de Chacón ante Facundo Quiroga, huyó a Santiago de Chile; de allí pasó a Montevideo hacia 1840. En ambos lugares se dedicó a la docencia.
Regresó a Mendoza algo después de la batalla de Caseros, cuando el gobierno había pasado al general federal (antirrosista) Pedro Pascual Segura, de quien fue ministro de gobierno.
Segura lo hizo nombrar diputado al Congreso Constituyente de Santa Fe; casi no participó en las discusiones, y aprobó con entusiasmo el texto liberal que se sancionó como Constitución Nacional.
De regreso en Mendoza, ocupó el cargo de gobernador de forma interina en dos ocasiones. Durante el gobierno de Juan Cornelio Moyano fue diputado provincial.
Una calle en la Ciudad de Buenos Aires, en el barrio de Colegiales, como así también, en la Ciudad de Santa Fe y otra en la ciudad de Mendoza llevan su nombre.